# Bas van den Muijsenberg
Sebastiaan (Bas) van den Muijsenberg (Roosendaal, 23 april 1978) is een Nederlandse kickbokser. 

## Over Bas
Per toeval is Bas de vechtwereld ingerold. Hij was 22 jaar toen hij begon met trainen bij The American Gym in Tilburg. Binnen 2.5 maand vocht hij zijn eerste partij. Hij doorliep in rap tempo 'de nieuweling', de C-klasse en de B-klasse. Binnen 1.5 jaar vocht hij dan ook in de A-klasse (professional), dit op 23-jarige leeftijd. Tijdens deze periode trainde hij ook bij Team Golden Glory onder leiding van Ramon Dekker en heeft hij getraind bij Team SupperPro onder leiding van Dennis Krauweel. De titels die Bas in de A-klasse WFCA heeft gewonnen en verdedigd staan onder het kopje titels.

## Amerika
Van 2015 tot 2016 is Bas in Amerika gaan wonen om daar professioneel MMA te vechten, daar is hij getraind door Dan Henderson (UFC vechter) in MMA en worstelen en trainde hij o.a. bij Fight Syndicate.

## Titels
| 2008 | Europees Kampioen   |  | A-klasse |
| 2007 | Europees Kampioen   |  | A-klasse |
| ---- | ------------------- |  | -------- |
| 2006 | Benelux Kampioen    |  | A-klasse |
| 2005 | Nederlands Kampioen |  | A-klasse |
| 2004 | Nederlands Kampioen |  | A-klasse |

## Maatschappelijk Sportcoach
Bas is de afgelopen jaren erg actief als Maatschappelijk Sportcoach in Amsterdam. Hij zet zich in voor alle bijzondere doelgroepen, dit doet hij bij de Regenbooggroep, Only Friends en LifeGoals.